# Ръкав Орион
Ръкавът Орион  (на английски: Orion Arm) е галактически ръкав на Млечния път, в който се намират Слънчевата система и Земята. Той е голяма структура, въпреки че е по-малък от основните ръкави на Млечния път.
Ръкавът е наименуван „Орион“ поради голямото струпване на звездите му в съзвездието Орион. Той се намира между два от четирите големи спирални ръкави на Млечния път: „Стрелец“ и „Персей“. Предполага се, че е възможно ръкавът Орион да е клон на „Персей“, въпреки че може да бъде и независим сегмент от конструкцията на спиралата.
Слънчева система и Земята се намират в близост до вътрешния ръб на ръкава „Орион“, в Местния мехур, около 8000 парсека от центъра на Млечен път.